# Temeran
Temeran is een bestuurslaag in het regentschap Bengkalis van de provincie Riau, Indonesië. Temeran telt 2667 inwoners (volkstelling 2010).